# Friulien

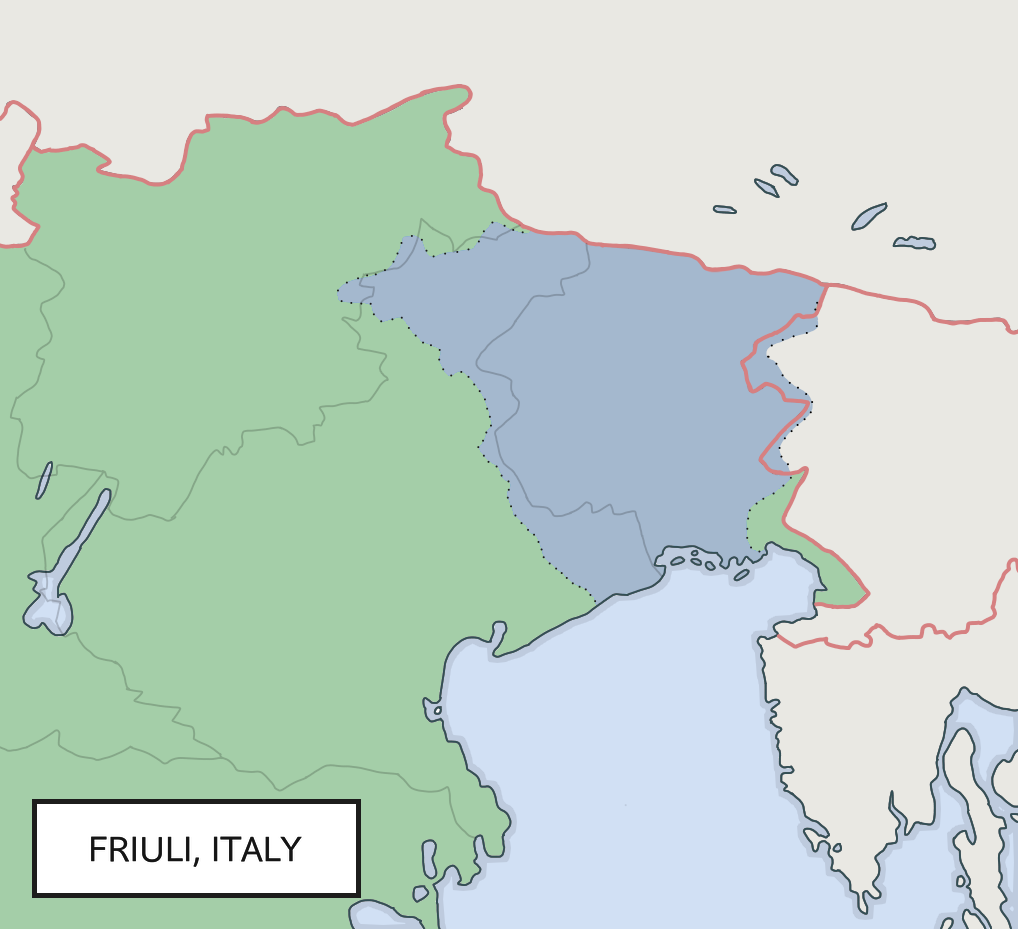
Friulien i Europa.

Friulien eller Friuli är ett vidsträckt område i norra Italien. Det utgörs av merparten av den autonoma regionen Friuli-Venezia Giulia.
Friulien har sitt namn av den romerska staden Forum Julii. År 868 gjordes Friulien av langobarderna till ett hertigdöme, som omfattade områdena mellan Tagliamento, Noriska alperna och Juliska alperna samt floden Formio. Därtill lades Istrien under frankiska tiden, då Friulien förvandlades till ett markgrevskap. Efter markgreven Baldriks avsättning 828 delades Friulien upp i fyra grevskap, av vilka endast ett behöll namnet Friuli. 
År 1077 förlänade Henrik IV Friulien till patriarken av Aquileja. Senare lade Republiken Venedig under sig större delen av Friulien. En mindre del förblev dock under grevarna av Görz. Sedan dess ätt 1500 dött ut tog kejsar Maximilian I grevskapet i besittning, och det kom därigenom under huset Habsburg. 
Det venetianska Friulien kom 1797 till Österrike, 1805 till det av Napoleon skapade kungariket Italien. År 1814 vann dock Österrike tillbaka hela Friulien. År 1866 tillföll det venetianska och 1920 det övriga Friulien kungariket Italien.